# 叢林

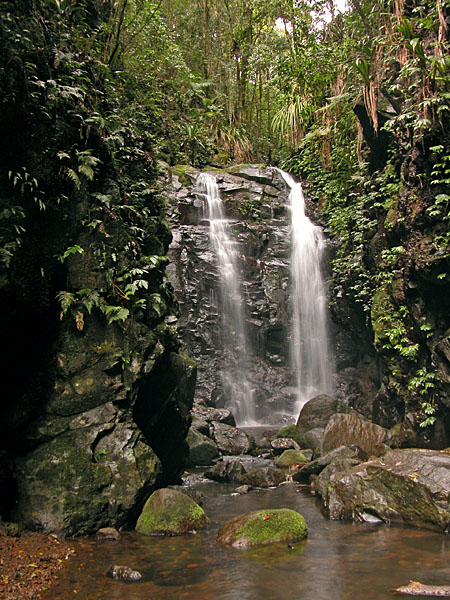
澳洲昆士蘭Lamington National Park的Box Log瀑布

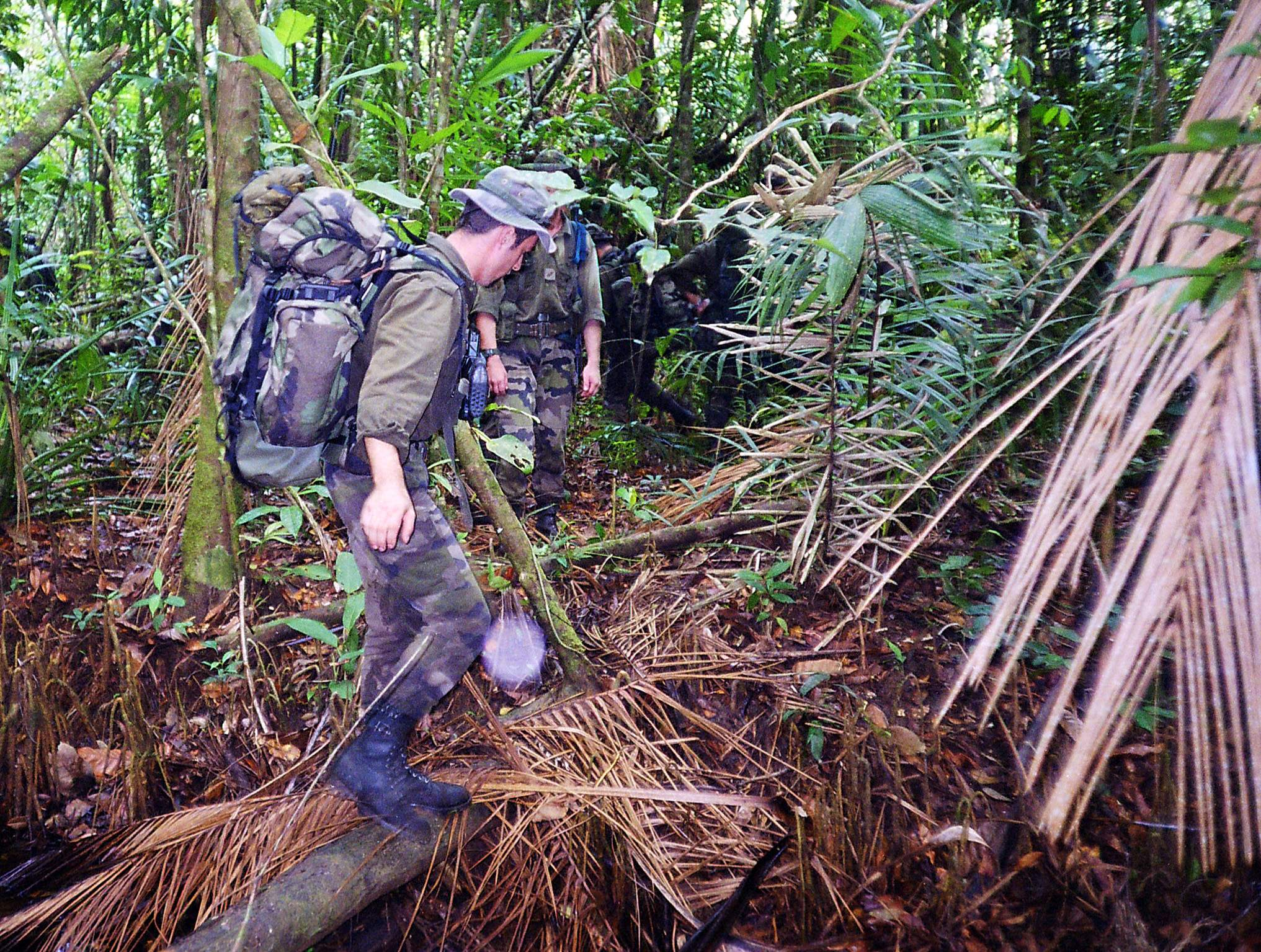
法國外籍兵團的叢林演習

叢林通常是指熱帶地區中的茂密森林，技術上形容有很大的生物多樣性和植物（例如：樹、蔓生植物、草和蘆葦）茂密的森林。分佈於赤道和熱帶氣候的地區的叢林則被稱謂為森林。而叢林亦和雨林的穩定生長的前階段有聯繫。
“水泥叢林”或“石屎森林（香港用法）”（英語：concrete jungle）亦指都市中大廈密集的地區。

## 對西方文化的影響
有些人認為叢林這個字的使用並不盡是對自然棲息地的中立描述，反而是指社会建构主义（文化想像的一部分）。在美術和文學上，可以找到很多有這個概念的例子，例如：亨利·盧梭的富幻想性的叢林畫作、约瑟夫·康拉德的《黑暗的心》、魯德亞德·吉卜林的《叢林奇譚》和埃德加·賴斯·巴勒斯的《人猿泰山》。